# PCB分板
PCB分板是在大批量电子组装生产工序的重要工序。为了提高印刷电路板（PCB）的产量和表面黏著技術（SMT）產线生產速度，印刷电路板通常设计成一块大板，在最终产品中用分板机来分成多塊小的印刷电路板。这块大的印刷电路板叫连板或拼板，大板分切成小块在不同的产品工艺之中，可能是在SMT之后分板，也可能是在線上測試儀（ICT）之后，也可能在焊接通孔SMT之后，或是在最后产品组装之前。
PCB分板方式主要有六種：
- 手动分板：这方法主要用在抗应力大的电路板上（如板上無装SMD零件的），操作人员只須沿凹槽和合适夹具就可分开印刷电路板。
- 锯刀分板：用锯刀分板可以分有凹槽和無凹槽的印刷电路板，锯刀不能分切多种材料，同时也会产生灰尘，只能锯分直线型的印刷电路板且产生较高的分板应力。
- V-cut分板机：这方法主要是用V-cut分板机的圆刀或是直刀上的V型刀刃来对有V槽的分板机进行分板操作，只要把有凹槽的印刷电路板放在创威的V-CUT分板机的工作台的下刀上固定好，便可通过手动或电动或气动的方式来分切印刷电路板。
- 冲床分板机：冲床分板机方式分板需要专门的冲切模具来操作配合分板，把要分的印刷电路板放在模具的下模固定好位置，启动冲床分板机开关，通过合模的冲切PCB过程，使一连板的PCB分切成已定好小块印刷电路板。
- 铣刀式分板机：铣刀式分板机主要是利用铣刀高速运转将多连片刚性印刷电路板，按预先编程路径将之分割开来的设备，克服了以往走刀式和走板式分板机只能直线分割的局限性。
- 激光分板机：激光分板机切割PCB断面平整无毛刺，无粉尘，不污染镜头等组件；无应力，无振动，不伤害组件；精度高；无因切割引起的不良品；整体效果堪称完美。

### 分板方法
分板是將單一電路板與印刷電路板分離。它可以透過不同的方式進行:

#### V 評分
V 型刻痕是一種在板材上切出 V 形凹槽以分離各個板材的技術。凹槽的尺寸是一個重要參數，尤其是它的“剩餘厚度”，即兩個倒V形凹槽之間剩餘的板材厚度。最常建議的剩餘厚度是板厚的 1/3。

#### 選項卡路由
此方法沿著每個面板的邊緣建立標籤。標籤佈線面板化是一種靈活的方法，可以容納不規則形狀的 PCB 和延伸到電路板邊緣之外的組件。要使用接片佈線，接片必須設計得足夠堅固，以便在組裝和測試期間將面板固定到位，但也必須足夠薄，以便在組裝後很容易被切割或折斷。
各种PCB基板材料可以用激光分板机切割，包括FR4基板和仿树脂基材料、聚酰亚胺、陶瓷、聚四氟乙烯、聚酯、铝、黄铜和铜等。
虽然激光分板机的分板速度及质量上都有优点，能满足客户交期及品质的要求，但目前激光分板机价格较贵，一般大多厂家是选用冲床分板机或铣刀式分板机代替。
1. ↑  . www.pcbway.com.   [2024-07-30]. （原始内容存档于2025-01-21）.
2. ↑  richarddavis. . www.theengineeringprojects.com. 2021-07-28  [2024-07-30] （美国英语）.